# Eleições parlamentares no Quirguistão em 2010
As eleições parlamentares quirguizes de 2010 foram realizadas em 10 de outubro.

## Resultados
| Partido                                 | Votos   | %       | Assentos |
| --------------------------------------- | ------- | ------- | -------- |
| Ata-Jurt                                | 266.923 | 16,10%  | 28       |
| Partido Social-Democrata do Quirguistão | 241.528 | 14,55%  | 26       |
| Dignidade (Ar-Namys)                    | 232.682 | 14,02%  | 25       |
| Respublika                              | 217.601 | 13,12%  | 23       |
| Partido da Pátria Socialista            | 168.218 | 10,13%  | 18       |
| Butun Quirguistão                       | 145.455 | 8,76%   | —        |
| Akshumkar                               | 78.952  | 4,76%   | —        |
| Zamandash                               | 63.435  | 3,82%   | —        |
| Outros                                  | 244.703 | 14,74%  | —        |
| Total                                   |         | 100,00% | 120      |
| Fonte: Shailoo                          |         |         |          |